# Murtaza Murtazow
Murtaza Murtazow (bg. Муртаза Муртазов) – bułgarski zapaśnik walczący w stylu wolnym. Brązowy medalista mistrzostw świata w 1957 roku.